# Sabulodes aegrotata

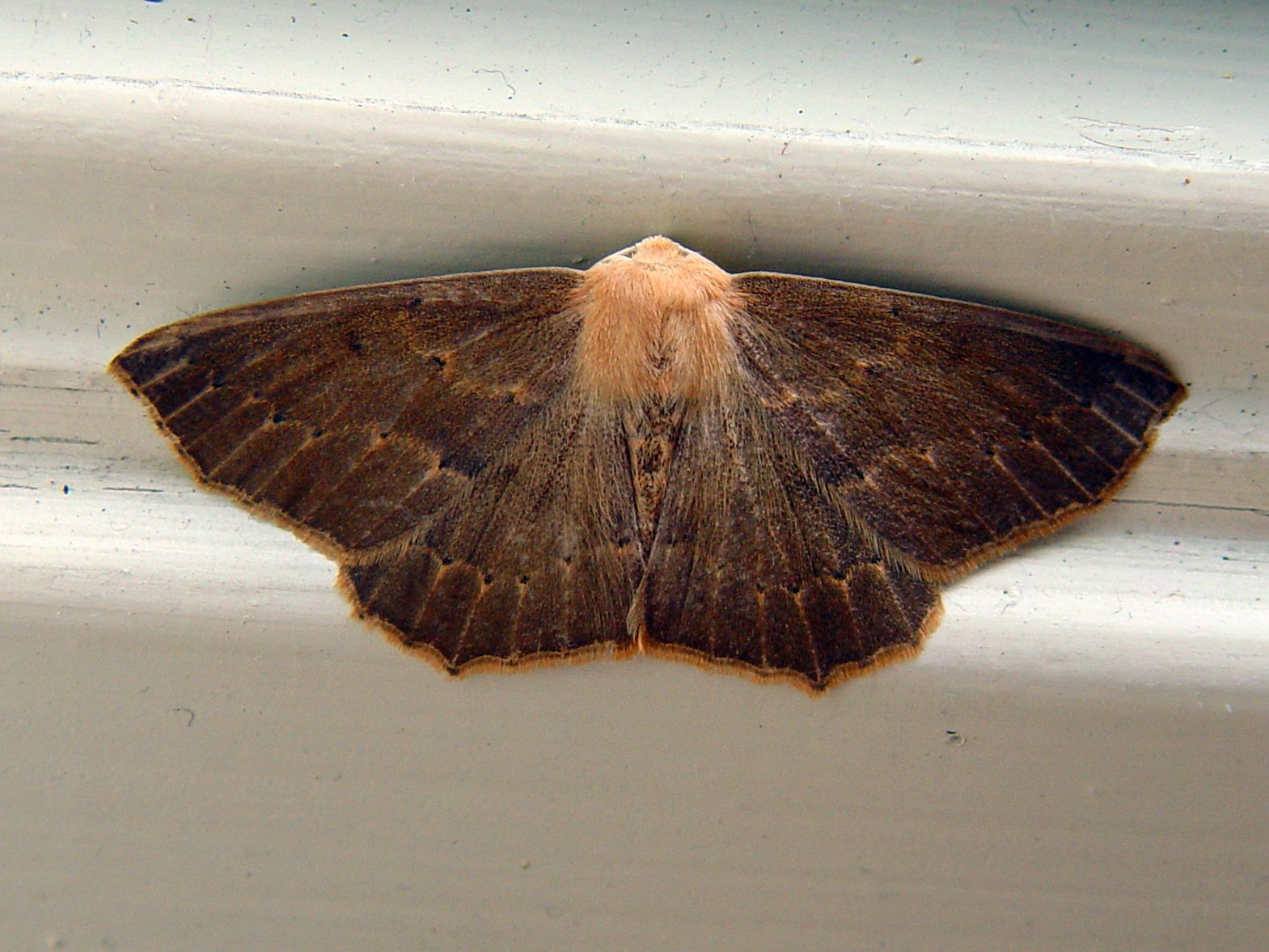
Sabulotes aegrotata – melanistisch verdunkeltes Exemplar

Sabulodes aegrotata ist ein Schmetterling (Nachtfalter) aus der Familie der Spanner (Geometridae).

## Merkmale
Die Falter erreichen eine Vorderflügellänge von 17 bis 23 Millimetern bei den Männchen und 20 bis 26 Millimeter bei den Weibchen. Die Zeichnung und Färbung der Art ist variabel, die Art ist die einzige Sabulodes-Art, die eine melanistische Form hervorbringt. Bei den Männchen reicht die Färbung von Kopf und Scheitel (Vertex) von weißlich bis gelbbraun. Die Vorderseite des Kopfes ist dorsal schmal dunkel gräulich braun und ventral fahl gelbbraun. Die Färbung des Thorax variiert dorsal von einfarbig weißlich bis gelbbraun oder ockerfarben, ventral ist er weißlich und bei einigen Exemplaren hinten gelbbraun oder ockerfarben. Das Abdomen ist dorsal düster cremefarben oder fahl gelbbraun und mit einigen eingestreuten braunen oder dunkelbraunen Schuppen versehen. Ventral ist das Abdomen fahler. Die Färbung von Kopf, Thorax und Abdomen ähnelt Sabulodes caberata.
Die Färbung der Vorderflügeloberseiten reicht von cremefarben oder fahl gelb bis ockerfarben, braun oder schwarzbraun bei melanistischen Exemplaren. Die Vorderflügelzeichnung ähnelt Sabulodes caberata, bei einigen Exemplaren kann sie auch fehlen. Sie ist schwach ausgeprägt, die Querlinien sind fahl graubraun und durch braune Punkte an den Adern hervorgehoben. Die Fransenschuppen sind entweder ebenso gefärbt wie der Vorderflügel oder sie haben neben den Adern einen braunen Fleck. Die Flügelunterseiten sind ähnlich gefärbt wie die Oberseiten und etwas fahler. Die Zeichnung fehlt oder ist als deutlicher dunkelbrauner Bereich in der Nähe des Apex ausgebildet. Die Querlinien sind fahl graubraun.
Die Genitalarmatur der Männchen ähnelt der von Sabulodes caberata, unterscheidet sich aber durch den längeren und schlankeren Uncus. Der Gnathos ist mit einer kleineren medianen Ausbuchtung und einer kleinen Wulst versehen. Die Valven haben jeweils einen freiliegenden Costalarm der rechtwinklig gebogen ist. Sie sind glatt und nicht mit Knötchen versehen. Der Anellus ist vorn schmaler, der hintere Fortsatz ist vor allem hinten breiter. Der Aedeagus besitzt eine niedrige posteroventrale Wulst, die mit drei bis 14 kurzen, nadelförmigen Zähnen versehen ist. Bei einigen Exemplaren sind die Zähne in zwei bis drei Reihen angeordnet. Die Vesica reicht lateral, wenn sie ausgestülpt ist, bis zur rechten Seite. Sie ist in der Nähe des Aedeagus breit und hat hinten kleine Verdickungen sowie eine große dorsale Verdickung mit einem kleinen dorsalen Sack. Die Vesica verjüngt sich distal.
Die Genitalarmatur der Weibchen ähnelt ebenfalls der von S. caberata und unterscheidet sich von dieser wie folgt: Die Lamella postvaginalis ist 1,1 bis 1,4 Millimeter lang. Sie ist schmaler und im Querschnitt weniger kreisförmig. Sie hat entweder ein rundliches oder ein sich verjüngendes, zugespitztes hinteres Ende. Das Sterigma ist relativ lang und schmal. Es ist hinten konkav und in der Nähe der Lamella postvaginalis mehr oder weniger runzlig. Der Ductus bursae ist kürzer und etwa 1,0 bis 1,1 Millimeter lang. Er ist schmaler und hinten weniger verdickt. Der Ductus seminalis entspringt einem deutlicher ausgebildeten lobusförmigem Sack an der linken Seite des Ductus bursae. Das Corpus bursae ist posteroventral mit einem länglicheren sklerotisierten Band versehen. Die Apophyses posteriores sind 1,6 bis 2,1 Millimeter lang.

### Ähnliche Arten
- Sabulodes caberata Guenée, 1857 Nur durch Genitaluntersuchung sicher von S. aegrotata zu unterscheiden.[1]

## Verbreitung
Sabulodes aegrotata ist in den Küstenregionen im Westen von Nordamerika beheimatet. Das Verbreitungsgebiet reicht vom Nordwesten von Baja California bis in den Nordwesten von Oregon.

## Biologie
Die Art wird in ihrem Verbreitungsgebiet als omnivorous looper bezeichnet, da die Raupen an einer großen Anzahl von Pflanzen und Bäumen (mit Ausnahme von Koniferen) anzutreffen sind. Man hat sie an 27 Pflanzenfamilien nachgewiesen, in der Landwirtschaft tritt die Art an Avocado, Zitruspflanzen und Echter Walnuss als Schädling in Erscheinung. Die Falter fliegen während des gesamten Jahres.

## Systematik
Aus der Literatur sind folgende Synonyme bekannt:
- Tetracis aegrotata Guenée, 1857
- Choerodes aegrotata Packard, 1870
- Sabulodes aegrotata Smith, 1891 (als Synonym für dositheata)
- Ennomus (sic!) (Antepione) aegrotata Gumppenberg, 1895
- Sabulodes caberata form aegrotata  Barnes & McDunnough, 1917
- Sabulodes caberata Hulst, 1896 (Fehlbestimmung)
- Sabulodes dositheata Smith, 1891 (Fehlbestimmung)
- Ennomos ? arsesaria Walker, 1860
- Sabulodes arsenaria [sic] Dyar, [1903] (als Synonym für caberata)
- Sabulodes arsesaria Barnes &  McDunnough, 1917(als Synonym für caberata )
- Sabulodes caberata form arsesaria  Pronin, [1953]
- Sabulodes caberata form cottlei  McDunnough, 1938

## Belege
1. 1 2 3 4 5 6 7 8  Frederick A. Rindge (1978): A revision of the genus Sabulodes (Lepidoptera, Geometridae). Bulletin of the American Museum of Natural History 160, S. 210